# Route nationale 5a (Madagaskar)

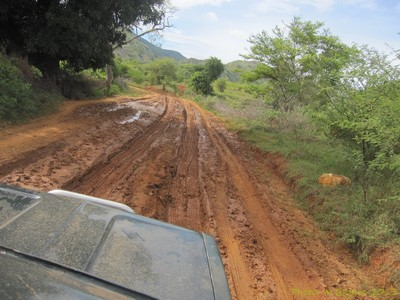
Route nationale 5a na odcinku Daraina - Vohemar

Route nationale 5a (N5a) – to częściowo utwardzona droga krajowa (nieutwardzona na odcinku Ambilobe - Vohemar) o długości 406 km, biegnąca na terenie Madagaskaru. Zaczyna się w Ambilobe, po czym biegnie na zachód do miasta Vohemar, gdzie kieruje się na południe i biegnie wzdłuż wybrzeża do miasta Antalaha. Magistrala kończy się w północno-wschodniej części Madagaskaru, w Maroantsetra.

## Przebieg drogi
- Ambilobe (skrzyżowanie z N6)
- Daraina
- Vohemar
- Sambava (skrzyżowanie z N3b
- Antalaha

## Galeria

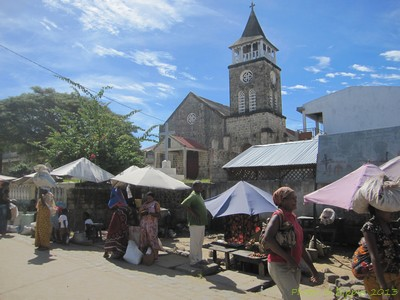
Ambilobe
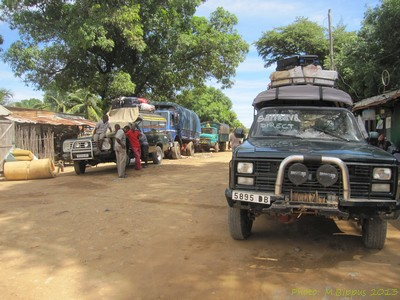
Taksówki terenowe kursujące na odcinku Ambilobe - Sava
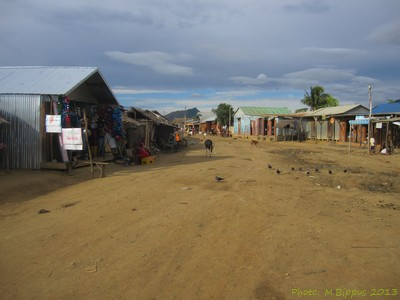
Daraina
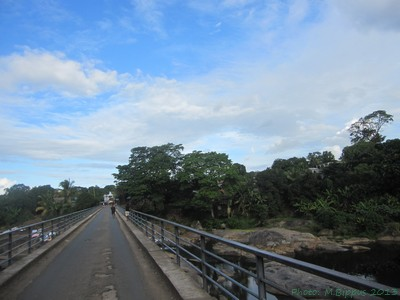
Antsirabe Nord
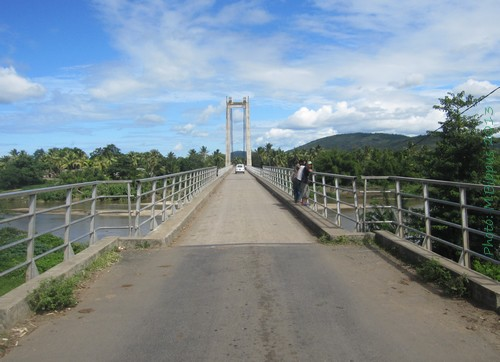
most na rzece Fanambana
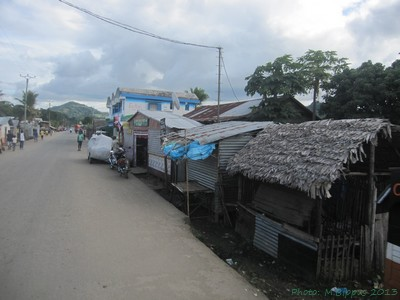
Ampanefena